# Dispositivo militar (governo João Goulart)

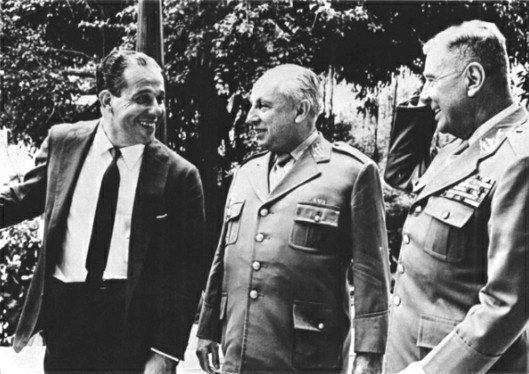
Da esquerda para a direita, o presidente Goulart e os generais Osvino Ferreira Alves e Amaury Kruel

Denomina-se “dispositivo militar” uma política de nomeação de oficiais das Forças Armadas do Brasil no Governo João Goulart (1961–1964), consistindo no favorecimento, nas promoções e nomeações a comandos importantes, de militares considerados confiáveis. É considerada obra do chefe do Gabinete Militar da Presidência, Argemiro de Assis Brasil. O preenchimento dos altos comandos com oficiais leais deveria assegurar o mandato do presidente e era considerado relevante tanto dentro do governo quanto na oposição. Porém, não impediu a deposição de Goulart no golpe de Estado de 1964, à qual aderiram membros do “dispositivo”, alguns dos quais participaram da conspiração antecedente.
A politização dos comandos militares não era novidade nos governos brasileiros, sendo relevante sob Goulart devido à ameaça militar que enfrentou desde sua posse, além de seu emprego político do apoio militar em momentos como a campanha pelo presidencialismo em 1962 e no pedido de estado de sítio em 1963. Houve um esforço para isolar os conspiradores militares de 1961 a 1963, com o chefe do Gabinete Militar e depois ministro da Guerra Amaury Kruel, e de 1963 a 1964 com Assis Brasil e o ministro Jair Dantas Ribeiro. Prováveis inimigos foram preteridos nas promoções e transferidos a postos remotos ou sem tropa. A lealdade dos comandos superiores e a pressão das baixas patentes protegeriam o governo de uma investida dos conspiradores. Devido ao dispositivo, eles consistiam em grandes números de oficiais médios, com poucos mas importantes generais. A concentração de oficiais leais na Guanabara impedia o início de uma revolta na cidade, apesar de sua importância militar.
No momento do golpe os quatro Exércitos estavam com os generais Âncora (I, Guanabara), Kruel (II, São Paulo), Galhardo (III, Sul) e Justino (IV, Nordeste). Ao menos os primeiros três eram considerados leais. A revolta militar começou na área do I Exército, onde Âncora tentou sufocá-la, mas cessou a resistência após sucessivas adesões ao golpe, incluindo a de Kruel. Justino também aderiu. Galhardo não aderiu, mas a maioria de suas divisões passaram ao outro lado. A situação militar do governo desmoronou. Mesmo oficiais até então de confiança aderiram devido à conjuntura desfavorável.
Assis Brasil posteriormente negou a existência do dispositivo, mas o esforço do governo para controlar a cadeia de comando era real. Ele tinha falhas — os oficiais preteridos acumulavam ressentimentos, conspiradores ainda assim conseguiam alguns comandos, o Estado-Maior do Exército e as escolas militares eram deixadas com os oposicionistas, que usavam-nas para a doutrinação ideológica, e a inteligência sobre a conspiração era mal aproveitada. Além disso, embora os conspiradores fossem minoria, a situação política nacional nos anos anteriores ao golpe criava indisposição na maioria a defender o presidente, mesmo entre legalistas. Ao chegar o embate, Goulart e seus aliados militares não ofereceram uma liderança capaz de mobilizar seu lado; pelo contrário, o presidente não quis o conflito.

## Terminologia

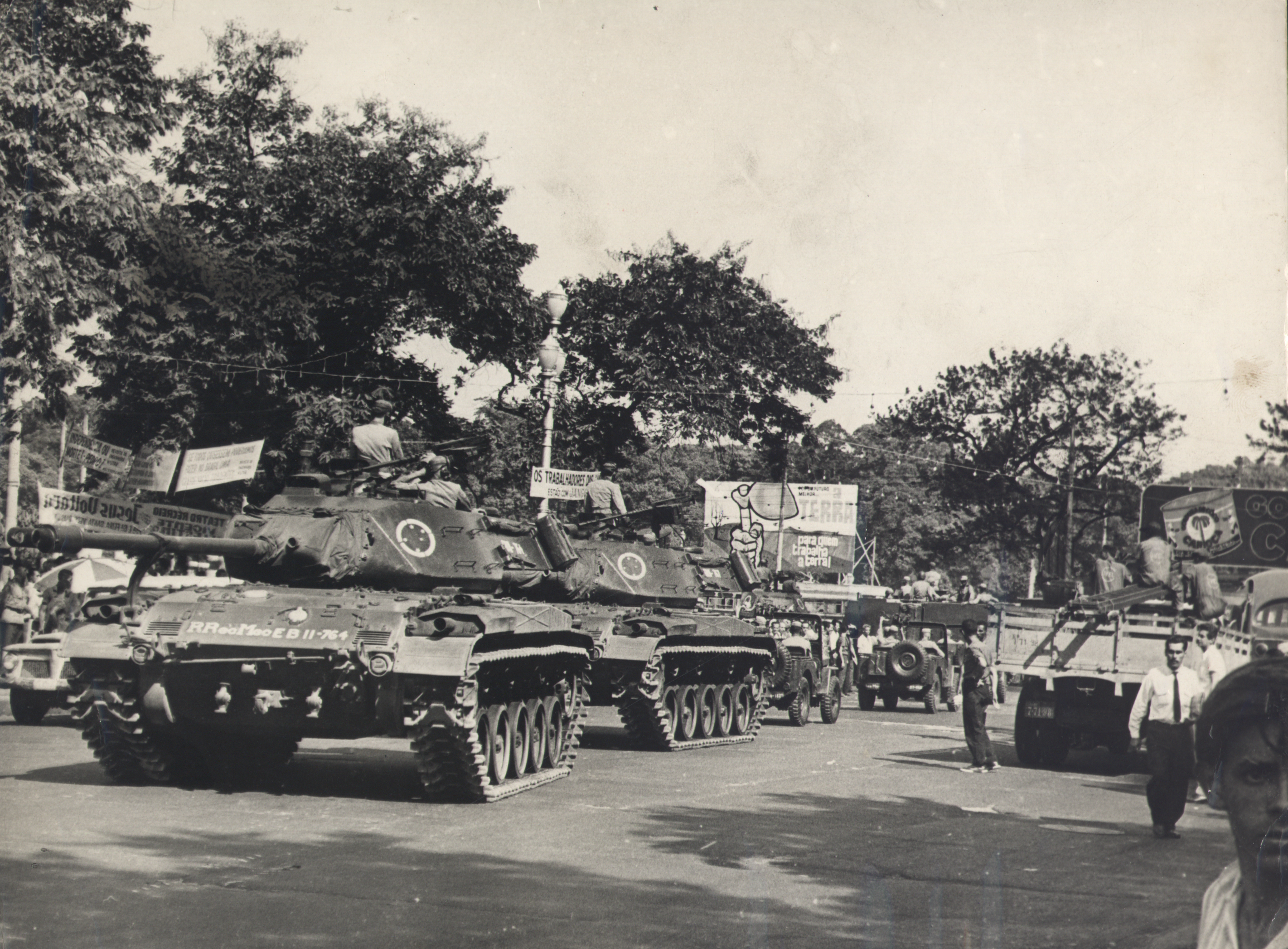
Tanques do Exército fornecem segurança no Comício da Central

Um dispositivo militar pode ser definido como um “modo de organizar tropas para um objetivo estratégico”, o que é um conceito abstrato “não pelas tropas, fortemente materiais; mas pelo cálculo de ocorrências”. O termo foi usado para a distribuição geográfica das forças no território, conforme as necessidades de defesa, num artigo publicado na Revista do Instituto de Geografia e História Militar do Brasil em 1964.
O termo também pode ser definido como a “base de apoio ao governo entre os militares”. Os governantes lançam mão de várias estratégias para mitigar o risco representado pelos militares ao seu poder. No Brasil, onde a presença de oficiais dispostos a derrubar o governo era contínua, todo presidente precisava montar seu dispositivo militar para garantir seu mandato. Henrique Teixeira Lott, ministro da Guerra de Juscelino Kubitschek, garantia-se com um disposito militar, chegando a ser acusado de perseguir os militares que não encaixavam nele. Em 1966 a imprensa relatava o dispositivo militar próprio do ministro Costa e Silva, alheio ao presidente Castelo Branco. Por volta de 1977 o governo de Ernesto Geisel movimentou comandantes para desmontar o dispositivo militar do ministro do Exército Sílvio Frota.

## A política militar de Goulart

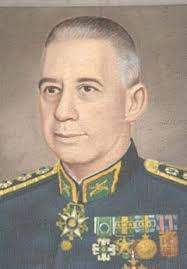
Argemiro de Assis Brasil

As nomeações e promoções militares sempre tiveram caráter político; “promover aliados e prejudicar adversários não era absolutamente um fenômeno novo na história  do Exército brasileiro”. O Executivo fraco recorria aos militares para se fortalecer num cenário dividido. O favorecimento e a punição seguiam os critérios das autoridades civis, “à revelia da instituição”, o que se tornou acentuado na administração do general Lott e chegou a um clímax no governo de Goulart. Sabia-se de atividade conspiratória em curso nos quartéis, embora Goulart e seu círculo não identificassem seus focos. Além disso, Goulart usava o apoio militar no jogo político, como na antecipação do plebiscito do parlamentarismo e no pedido de estado de sítio. No primeiro caso, a coordenação foi do general Amaury Kruel, cuja atuação era marcada pelo uso ofensivo, não apenas defensivo, da política militar. No jogo político, o dispositivo podia ser um instrumento de pressão.
Após 1961, com o fracasso do impedimento à posse de Goulart liderado, entre outros, pelo ministro da Guerra Odílio Denys, houve vingança contra os responsáveis, e a direita militar foi sumindo do Almanaque Militar nos anos seguintes. Os generais promovidos na gestão de Denys foram reformados ou não ganharam promoções. Entre 1961 e 1964, a porcentagem de oficiais promovidos ao generalato e que haviam diplomado à frente de suas classes nas escolas militares diminuiu. Isso evidencia uma estratégia patrimonialista de manutenção da lealdade militar, na qual o governante assume controle mais pessoal sobre as carreiras de seus oficiais.
A atenção dada ao dispositivo militar e a nomeação de comandantes governistas era visível ainda no início de 1963, com o retorno aos plenos poderes presidenciais. Em agosto, Goulart chamou o general Assis Brasil para tratar do dispositivo, que estava desorganizado com as mudanças de comandos e a situação política. Nomeado chefe do Gabinete Militar da Presidência em setembro, participou em Goiás de uma reunião para avaliar o balanço de forças militares. Ele constituiu um sistema autônomo de contato com os comandos. O dispositivo foi montado com o ministro da Guerra e os comandantes do I, II e III Exércitos. Ao final de março de 1964, os comandos importantes aparentavam estar nas mãos de generais fiéis ao governo. Enquanto isso, os potenciais ou prováveis conspiradores estavam na reserva, como Golbery do Couto e Silva, sem comando, como Cordeiro de Farias, ou em postos sem tropa, como Orlando e Ernesto Geisel, Costa e Silva e Castelo Branco. Grande parte dos generais envolvidos no golpe de 1964 haviam sido preteridos na promoção, enquanto muitos dos legalistas expurgados após a deposição de Goulart haviam sido privilegiados durante seu mandato.
Os focos das nomeações eram o Rio de Janeiro, São Paulo e Porto Alegre. Os oficiais no Conselho de Segurança Nacional, órgão estratégico de inteligência, e no gabinete da Presidência foram transferidos a unidades remotas e substituídos. Surgiram os chamados “Generais do Povo”, tidos coletivamente na memória militar como incompetentes e filocomunistas, embora em termos genéricos. Individualmente, memórias e depoimentos têm referências elogiosas à maioria dos generais.
A lógica era separar os conspiradores das tropas e deixá-los isolados. Oficiais sob suspeita eram punidos com transferências, especialmente para regiões distantes ou militarmente fracas como Mato Grosso, o Norte e o Nordeste. Também eram destinos as funções burocráticas — “canis”, como a Subdiretoria da Reserva, onde um general comandava apenas papéis e escrivaninhas, ou as Circunscrições de Recrutamento —, os cargos no exterior, as escolas militares e o Estado-Maior do Exército (EME), usados como “arquivo” para os oficiais indesejáveis. Porém, nenhum dos responsáveis pela tentativa de golpe em 1961 foi punido com transferências compulsórias à reserva ou expulsão das Forças Armadas.
O esquema seria reforçado, nas patentes inferiores, pelo apoio de subtenentes, sargentos e cabos. A esquerda em geral procurou aproximar-se dessas praças, julgando-as um contrapeso à direita militar. Em 1961, subalternos militares politizados haviam defendido a posse de Goulart, e nos anos seguintes emergiam como movimento social.

## Ministros militares

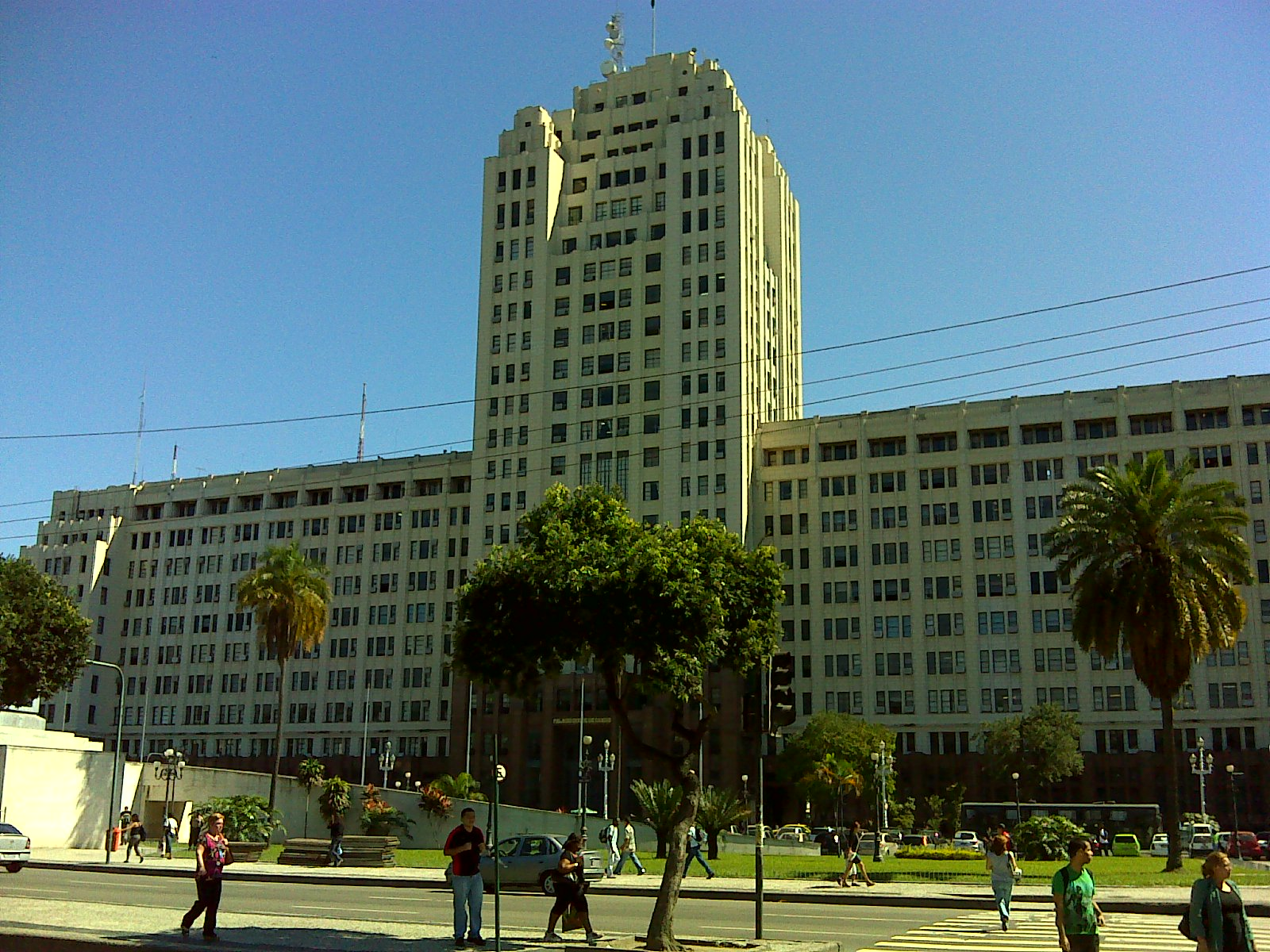
Palácio Duque de Caxias, sede do Ministério da Guerra, EME e I Exército

Ao tomar posse em 1961, o primeiro gabinete parlamentarista de Goulart equilibrou diversos partidos. No ministério da Guerra, responsável pelo Exército, estava o general João de Segadas Viana, mediador entre os ministros militares e os militares favoráveis à posse. O almirante Ângelo Nolasco de Almeida, ministro da Marinha, e o brigadeiro Clóvis Monteiro Travassos, da Aeronáutica, eram também moderados, todos favoráveis à posse sob o parlamentarismo e sem um longo histórico de militância política. Porém, o nome mais forte era Amaury Kruel, chefe do Gabinete Militar, amigo do presidente e defensor claro de sua posse.
Com a queda do gabinete do Presidente do Conselho de Ministros Tancredo Neves e sua sucessão por Brochado da Rocha, em junho de 1962, o objetivo da nova gestão era o retorno ao presidencialismo. Os ministros militares foram trocados: Segadas Viana, que era contra esse objetivo, deu lugar a Nélson de Melo, oficial de direita favorável ao retorno, cujo nome facilitou a aprovação do gabinete pelo Congresso. A Aeronáutica ficou com o legalista Reinaldo Joaquim Ribeiro de Carvalho Filho, e a Marinha, com Pedro Paulo de Araújo Suzano, inimigo da direita militar, cuja posse encontrou resistência. Em setembro Nelson de Melo desaprovou da pressão de Jair Dantas Ribeiro, comandante do III Exército, sobre o Congresso para antecipar a data do plebiscito sobre o parlamentarismo, mas ele caiu juntamente com o gabinete Brochado da Rocha e a aprovação da antecipação. O ministro era inimigo de Leonel Brizola, a quem o jornalista Jorge Otero atribui a articulação para derrubá-lo. Kruel ocupou seu lugar, com Albino Silva seguindo à Gabinete Militar.

Jair Dantas Ribeiro

A nomeação de Kruel fortaleceu a posição de Goulart. Seja no Gabinete Militar ou no Ministério da Guerra, sob sua liderança os conspiradores estiveram mais isolados, e oficiais de várias correntes obedeciam-no. Há evidência da interferência do Gabinete Militar se sobrepondo à autoridade mesmo do ministro da Guerra durante a gestão de Kruel. “Enquanto Goulart pôde contar com Kruel, teve estabilidade militar”. Ao mesmo tempo, ele era contrário ao movimento dos sargentos e fazia o possível para empurrar o governo à direita. O esquema militar governista montado na “era Kruel” ruiu devido ao conflito na base de sustentação do governo, com o ministro da Guerra recebendo ataques de Brizola, o general Osvino Ferreira Alves, representante da esquerda militar, e o movimento dos sargentos. Em meados de 1963, sua substituição tornou-se iminente.
“Sua demissão pode ter sido o momento em que Goulart começou a perder o controle da situação  militar”. A oposição militar apreciou a queda de Kruel, embora não tenha conseguido aproveitar-se de imediato. Porém, oscilando entre a esquerda e direita, Goulart não privilegiou o general Osvino em seu lugar. Em junho de 1963, com a renovação ministerial, os três ministros militares foram substituídos. O Exército coube então a Jair Dantas Ribeiro, aliado durante a campanha pela antecipação. Respeitado entre os oficiais centristas, trabalhou para isolar os conspiradores e construir uma cadeia de comando sob seu completo controle. Ele não limitou a influência militar de Brizola e aliados mais radicais tanto quanto seus antecessores, e houve aproximação com os nacionalistas. Porém, não era membro da esquerda militar.
Como Goulart queria equilibrar esquerda e direita, após demitir Kruel substituiu também os ministros da Marinha e Aeronáutica, nomeando o almirante Sílvio Mota, mais tradicionalista que Suzano, e o brigadeiro Anísio Botelho. No Gabinete Militar, Albino Silva foi substituído em outubro por Assis Brasil, general em bons termos com Brizola e Goulart, evidenciando a nova força da esquerda militar. As autoridades da Marinha, incluindo o ministro, e o movimento dos marinheiros entraram em conflito, culminando na Revolta dos Marinheiros de 1964. Ela resultou na sua polêmica substituição à véspera do golpe por Paulo Mário da Cunha Rodrigues, “homem de esquerda e de confiança do CGT” (Comando Geral dos Trabalhadores).

## A natureza dos conspiradores militares

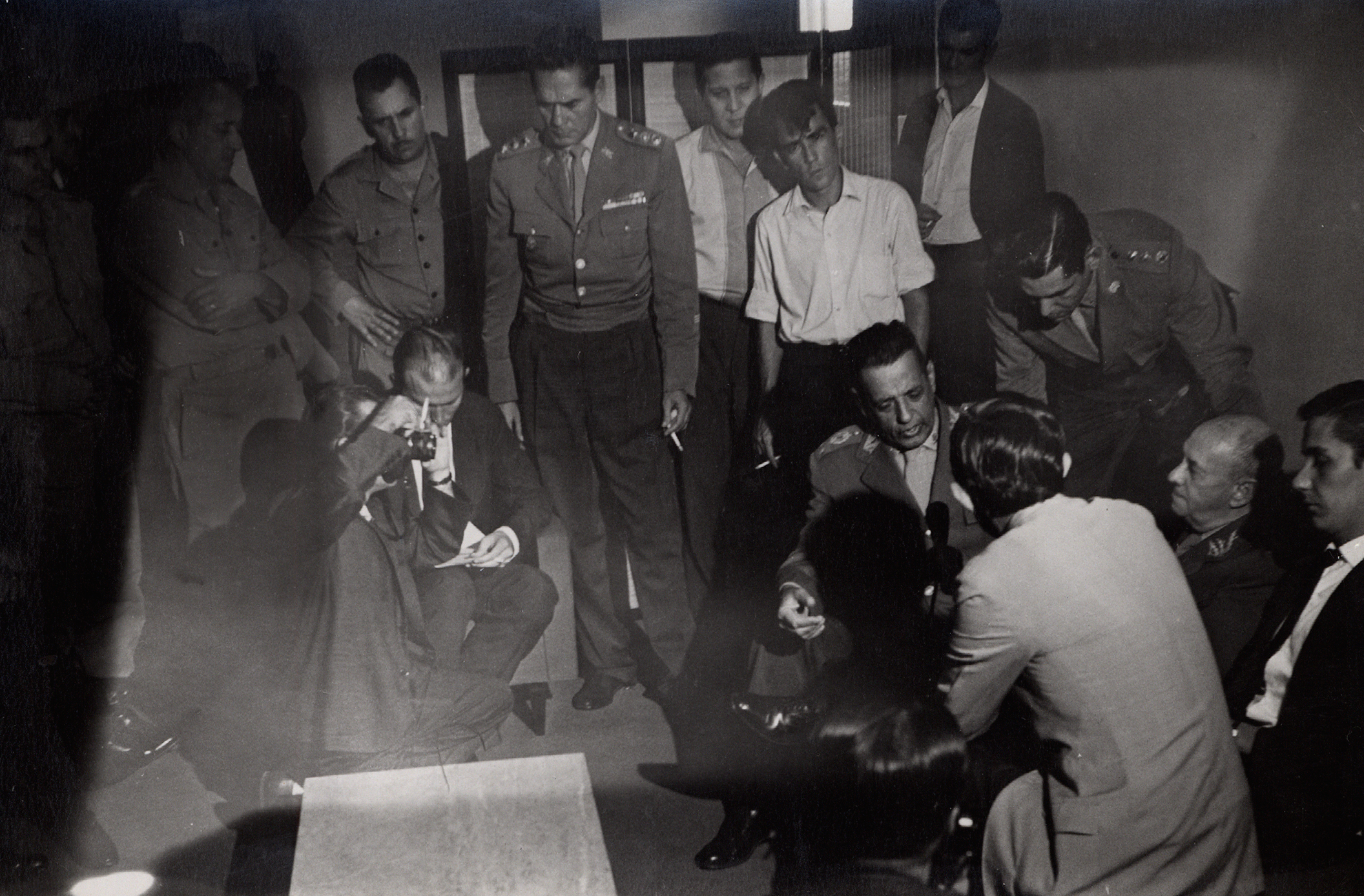
Generais Olímpio Mourão Filho e Antônio Carlos Muricy, à direita, com outros oficiais e jornalistas

As conspirações já existiam desde 1961, mas até pouco antes golpe a maioria dos militares estavam indecisos. O temor de prejuízo à carreira numa quartelada fracassada constituiu um “legalismo inercial”, dificultando o trabalho dos conspiradores. Para o historiador Carlos Fico, elas só se tornaram relevantes a partir de 1963. Conspirações para a deposição do presidente, e não apenas a desestabilização sem esse fim claro, tinham caráter militar e tornaram-se relevantes a partir de 1963, ao contrário da desestabilização, existente mais cedo e com caráter civil.
A jovem oficialidade — tenentes, capitães e majores — praticava a agitação, especialmente nos centros urbanos; no Rio de Janeiro, ela tinha expressão política tolerada no Clube Militar e escolas militares. Ela é lembrada pelos militares por seu entusiasmo, impulsionando os mais velhos. Porém, a conspiração não foi um novo tenentismo, e a organização efetiva estava com a oficialidade média e superior. Havia insatisfação generalizada na média oficialidade, que podia ser conquistada pela conspiração apesar do controle do dispositivo militar sobre os comandos com generais. Para o então coronel Carlos de Meira Mattos, “de Tenente-Coronel para baixo, todos estavam conosco”. Nas palavras do então tenente-coronel Adyr Fiúza de Castro, “estávamos minando por baixo, no nível de capitão, major e coronel”. Os coronéis participaram do preparo militar regional por comandar os regimentos.
A conspiração abrangia diversas gerações. Ainda havia o desejo de manter a hierarquia e assim a liderança dos generais, mas poucos deles, e ainda menos da ativa, conspiraram, justamente por causa do dispositivo militar. Quanto mais alta a patente, menor a autonomia. Alguns faziam vista grossa, mas para a participação ativa o temor de punição era grande. Os poucos generais “revolucionários” formavam núcleos ao redor de si, mas coronéis também serviram como lideranças. Futuramente Castelo Branco e Costa e Silva foram respectivamente considerados líderes dos “intelectuais” com ligações civis e dos jovens mais ligados à tropa, mas a conspiração foi mais fragmentada do que isso.
Não havia uma organização central e tampouco um líder, mas vários comandantes disputando o papel principal. Vários relatos descrevem coordenadores centrais, como Odílio Denys, que atribui o papel a si mesmo, mas eles se contradizem. Houve um esforço após o golpe para narrar uma conspiração militar meticulosa, mas ela foi muito menos organizada do que a civil. Conforme o tenente-coronel da Aeronáutica João Paulo Moreira Burnier em 1965,
não houve nenhum comando geral. Até o fim. Não havia reuniões conjuntas para resolver isto ou aquilo sobre a derrubada do governo. Quem disser o contrário estará mentindo. Não houve reuniões das três armas para aprovar isto ou aquilo. Houve, no máximo, encontros sempre bilaterais: gente do Exército com gente da Aeronáutica, elementos da Aeronáutica com outros da Marinha. E outras vezes com pessoas do Exército. Até o fim.

A conspiração era descentralizada, um “arquipélago” de “ilhas”. Os chefes queriam discrição e no momento do golpe agiram isoladamente. Os principais generais foram sondados, mas tanto eles quanto os principais conspiradores poderiam ou não aderir dependendo da correlação de forças. Foi essa descentralização que permitiu o início precipitado em Minas Gerais. Ainda assim o avanço a partir de Minas Gerais e São Paulo contra o Rio de Janeiro era de intenção dos conspiradores, e em Minas Gerais houve no final de março esforços para sondar o comando em São Paulo e certificar sua participação.

## Resultados obtidos
Assis Brasil, muito otimista, assegurava ao presidente que poderia agir respaldado na força do "famoso" ou "louvado" dispositivo militar. Ele de fato tinha fama e tolheu a ação de seus inimigos até 31 de março de 1964. Os conspiradores esperavam que ele oferecesse resistência considerável e ficaram surpresos ao vê-lo rapidamente desmoronar, com a adesão da maioria dos militares ao golpe e mesmo legalistas não oferecendo resistência.
Em retrospecto, militares avaliam que Assis Brasil não contava com figuras fortes e o número de oficiais descontentes era muito grande. Há a interpretação de que efetivamente o “dispositivo militar” não existia, e após o golpe sua existência foi negada por Assis Brasil. Alfred Stepan julga a política de pessoal contraproducente, e Carlos Fico julga Goulart como pouco habilidoso para a área militar. Outra perspectiva é de que o dispositivo realmente existiu, chegou a dificultar os golpistas e o principal motivo de seu fracasso foi de liderança, com Goulart abrindo mão de reagir.

### Fatores intrínsecos

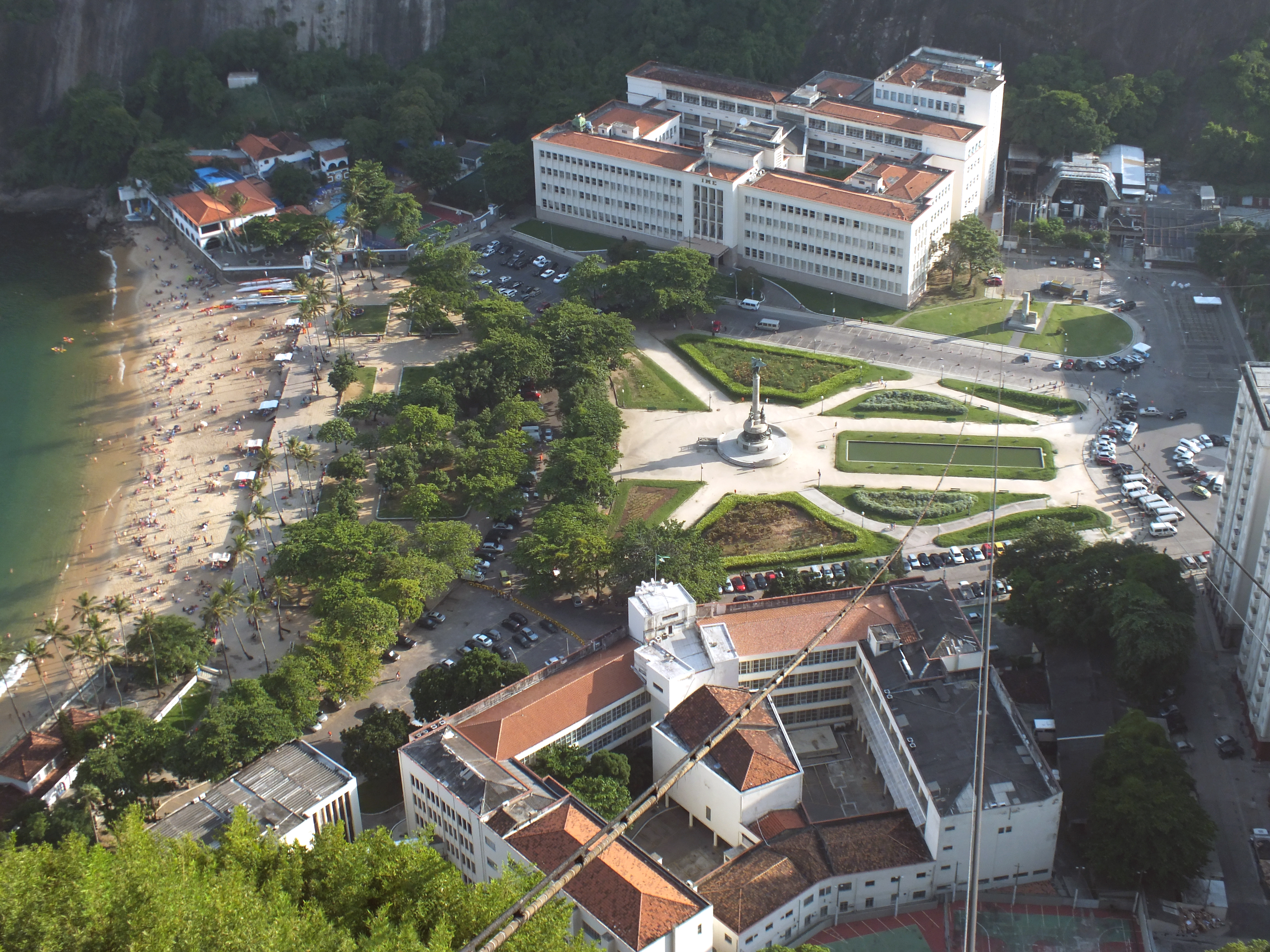
Escolas militares na Urca

O ministro da Guerra era trocado com frequência. A prática de trocar os ministros quando apresentavam discordâncias privava o presidente de informações acuradas sobre os sentimentos no meio militar, impedia que cada ministro consolidasse seu esquema militar e, ao levar a uma série de trocas nos comandos, contrariava os oficiais que perdiam seus postos.
A política de nomeações era falha. Alguns comandos, especialmente entre os oficiais médios, onde os números eram vastos, ainda assim caíam nas mãos de conspiradores. Mesmo entre os generais, havia nomeados não confiáveis. Jair Dantas Ribeiro usava as lealdades pessoais para construir a cadeia de comando, mas a crise política aguda tornou-as menos importantes do que as posições ideológicas. Assis Brasil teve razoável eficiência, mas era excessivamente confiante, não acreditava no sucesso de um golpe e tranquilizava o presidente. Ele é frequentemente apontado por outros oficiais como o responsável pelo fracasso. O Serviço Federal de Informações e Contrainformação (SFICI) interceptou mensagens importantes entre conspiradores civis e militares, mas como suas informações seguiam ao gabinete de Assis Brasil e não diretamente ao presidente, elas não foram aproveitadas.
No Rio de Janeiro posições hierárquicas sem tropa, mas de valor simbólico tornavam-se núcleos de insatisfação comandados por oficiais prestigiados, especialmente no EME e nas escolas militares — Escola Superior de Guerra (ESG), Escola de Comando e Estado-Maior do Exército (ECEME), Escola de Aperfeiçoamento de Oficiais (EsAO) e Academia Militar das Agulhas Negras (AMAN). Essas instituições foram trincheiras da conspiração desde 1962 e, no momento do golpe, ofereceram direção hierárquica para núcleos menores. O EME e as escolas militares foram especialmente importantes na doutrinação ideológica da oficialidade, abrindo o terreno psicológico para a hostilidade a Goulart e seus aliados. Os alunos saíam doutrinados e difundiam o que aprendiam. A Doutrina de Guerra Revolucionária, que justificava o abandono da democracia liberal, era disseminada nos meios oficiais através de cursos, palestras e boletins.
Em um caso de um órgão burocrático usado como destino, o Departamento-Geral do Pessoal, o general Costa e Silva e seus subordinados usaram suas atribuições para sabotar a política de transferências. Eles só foram impedidos pela transferência quase total dos oficiais e sargentos a outros órgãos. As transferências punitivas para outras regiões inicialmente pulverizavam as conspirações, mas a médio prazo permitiam sua difusão. Em algumas regiões, os oposicionistas tornavam-se numerosos. Além disso, as práticas de enviar os oficiais indesejados a guarnições remotas e preterir suas promoções em favor de outros menos qualificados, porém mais leais, apenas aumentaram o ressentimento contra o governo. De fato, os oficiais médios mais dispostos a conspirar eram aqueles com a carreira mais comprometida pela continuidade de Goulart no poder.

### Fatores extrínsecos

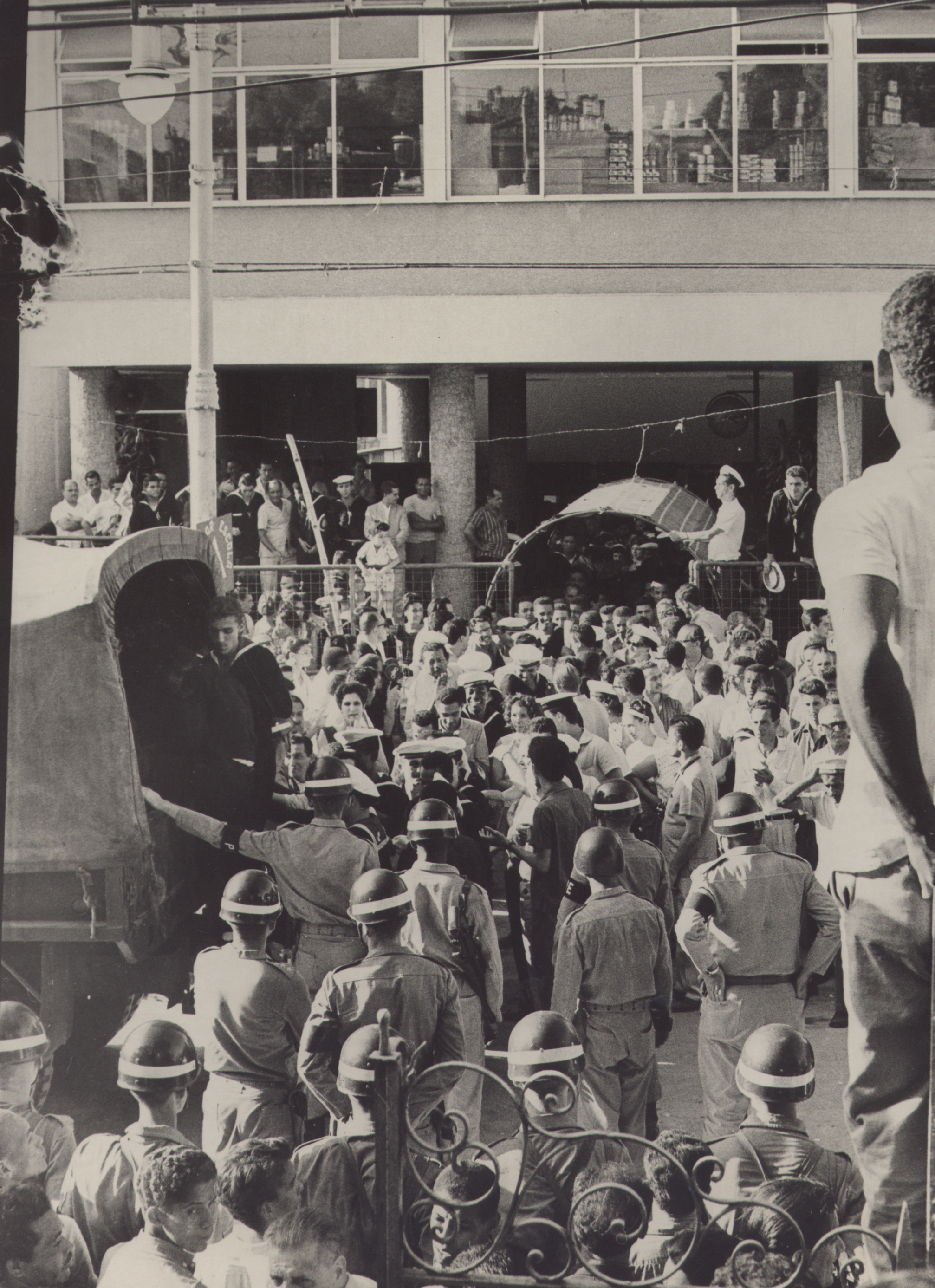
O Exército conduz os anistiados na Revolta dos Marinheiros

O orçamento do Exército Brasileiro no início da década de 1960 era de “sobrevivência”, para o ministro Amaury Kruel. A verba era insuficiente mesmo para os limitados estoques de equipamento, e o treinamento era obstruído pelo emprego em funções extramilitares, como a manutenção da ordem nas eleições e o combate ao contrabando nas fronteiras. O golpe ocorreu por muito mais do que o orçamento militar, mas ele contribuiu para um sentimento de desânimo com o sistema.
De 1962 a 1964 houve uma mudança de posicionamento de militares legalistas que, em crises anteriores como 1955 e 1961 estiveram aliados a nacionalistas e mesmo comunistas e opostos a liberais e antivarguistas. Eles condenaram a crescente força das greves e das organizações sindicais “paralelas”, isto é, existentes fora da estrutura legal corporativista criada pelo Estado Novo e da tutela do Ministério do Trabalho, como o CGT. Um exemplo foi o general Peri Constant Bevilacqua, participante da Campanha da Legalidade em 1961 mas oposto aos sindicalistas de São Paulo em 1962–1963. Como Jango contava com o apoio desses sindicalistas, incluindo os ligados ao Partido Comunista, muitos dos legalistas passaram à oposição.
De forma semelhante, as Revoltas dos Sargentos de 1963 e dos Marinheiros de 1964 levavam oficiais, mesmo os que simpatizavam pelas praças, a temer que sua radicalização desagregasse a instituição militar pela perda da hierarquia e disciplina. A atitude leniente de Goulart com a Revolta dos Marinheiros, anistiando os responsáveis, indispôs muitos oficiais a defendê-lo. Ela e os outros eventos de março de 1964, como o Comício da Central, são considerados determinantes em convencer a maioria indecisa dos oficiais a apoiar os conspiradores. A radicalização da esquerda e a ideologia anticomunista compartilhada unificaram militares de tendências diferentes. Havia também a Doutrina de Segurança Nacional, desenvolvida na ESG anos antes de 1964 e considerada fundamento ideológico para o golpe. Porém, antes de 1964 ela não era tão difundida quanto a Doutrina de Guerra Revolucionária.
No momento do golpe o dispositivo militar estava enfraquecido pela hospitalização do ministro Dantas Ribeiro em março. Goulart não nomeou um substituto e o chefe de gabinete respondeu pelo cargo, mas o Exército ficou acéfalo. Ainda assim, e apesar da relevância atribuída aos eventos de março, na véspera do golpe quase todo a força militar estava nas mãos do governo. A inação, timidez ou lentidão do presidente e aliados como o general Âncora, do I Exército, foram importantes para sua derrota.
A força tendia a aderir a quem estivesse vencendo. Ocorreram adesões graduais, rapidamente crescendo quando a queda do governo tornou-se clara. Nesse ponto, oficiais genuinamente de confiança do governo mudaram de lado para salvar suas carreiras. Outros já estavam descontentes com o governo, mas só se juntariam a um movimento oposicionista com chances de vencer. A lógica foi expressa pelo coronel Andrade Serpa quando perguntado por Olímpio Mourão Filho em 1963 sobre a adesão em São Paulo: “Se vocês não ganharem em 24 horas, nós os combateremos”. Entre os generais que aderiram, a decisão veio no calor do momento. Além disso, já havia sentimentos partilhados pelos oficiais em ambos os lados das operações militares, e a unidade militar tornou-se mais importante do que a lealdade ao presidente.

## O dispositivo e os conspiradores por região

### I Exército

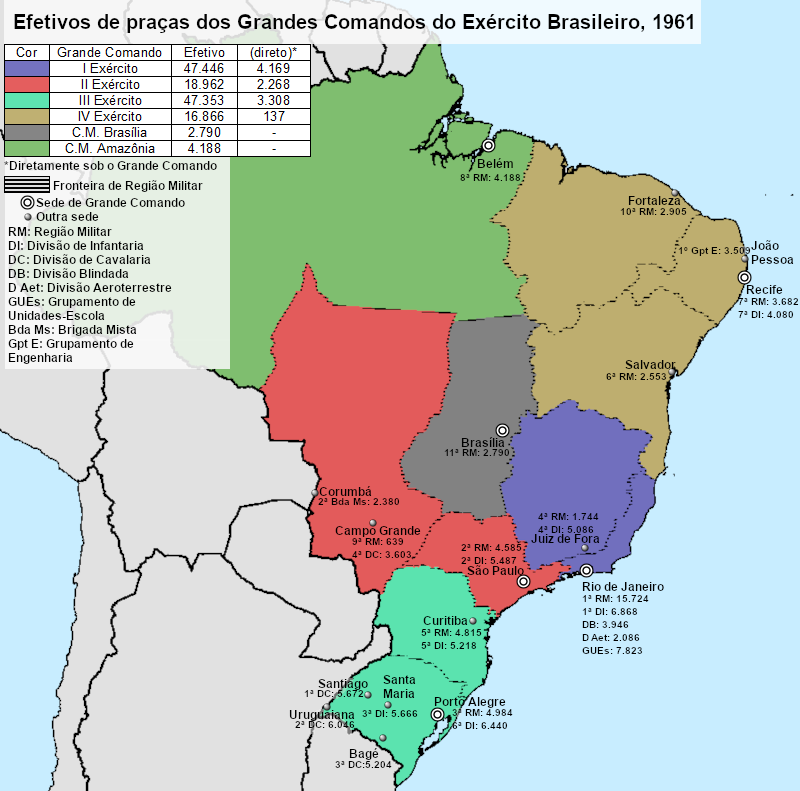
Organização territorial e distribuição do Exército na época

O Rio de Janeiro, com sua concentração de força militar, era destino prioritário dos oficiais confiáveis. O Ministério da Guerra ficava ali, com toda a cadeia de comando garantida. Em março de 1964, comandava ali, à frente do I Exército, o general Armando de Moraes Âncora, que era “amigo do ministro, soldado disciplinado”. Durante o golpe ele enviou tropas contra a rebelião, mas na tarde de 1º de abril o dispositivo já estava muito desagregado na sua área e ele cessou a resistência. Seu antecessor até 1963 era Osvino Ferreira Alves, também “general do povo”. Ele era homem forte de Goulart e general influente da “ala nacionalista de esquerda” das Forças Armadas, mas sua reforma compulsória não foi impedida pelo presidente, prejudicando seu próprio esquema de defesa.
Mais abaixo de Âncora, na 1ª Divisão de Infantaria, Oromar Osório, um dos “generais do povo”, e abaixo, Luís Tavares da Cunha Melo, da Infantaria Divisionária da 1ª DI. Ainda mais abaixo, o coronel Raymundo Ferreira de Souza, do 1º Regimento de Infantaria, era de confiança de Oromar Osório, mas acabou aderindo ao golpe. A Divisão Blindada esteve por um tempo com o general Luna Pedrosa, que em 1961 havia recusado a lutar contra a posse de Goulart. O Núcleo da Divisão Aeroterrestre estava com o general João Costa, amigo do ministro da Guerra, mas que acabou aderindo ao golpe. O Grupamento de Unidades-Escola estava com o general Anfrísio da Rocha Lima.

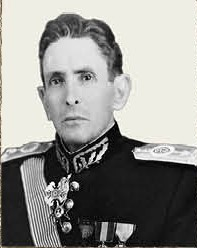
Armando de Moraes Âncora

Na cidade a Marinha tinha o vice-almirante Cândido Aragão, comandante do Corpo de Fuzileiros Navais, e a Aeronáutica a poderosa Base Aérea de Santa Cruz, do coronel Rui Moreira Lima, abaixo da III Zona Aérea do brigadeiro Francisco Teixeira.
A Guanabara também abrigava importantes conspiradores, seja na ativa ou na reserva, como Costa e Silva, Castelo Branco, Muricy, Ulhoa Cintra, Bizarria Mamede e Odílio Denys, mas eles não comandavam tropas. Para os conspiradores, “a situação especial da Guanabara determinara uma tática mais cautelosa”. A concentração do dispositivo inviabilizou que fosse o ponto de partida para o golpe de Estado, mas ainda era possível iniciar o movimento nos estados vizinhos e separar os comandantes de tropa de seus chefes na Guanabara.
O grupo de conspiradores com existência mais efetiva era o da ESG ou “Sorbonne”, coordenado pelo general da reserva Golbery do Couto e Silva, que residia no Rio de Janeiro. Eles formavam uma frente com conspiradores civis através do Instituto de Pesquisas e Estudos Sociais (IPES), que tinha no Rio uma organização muito avançada. O movimento tinha apoio na Marinha e do governo estadual de Carlos Lacerda, que, porém, não teria condições militares de enfrentar o I Exército.
Dentro da região ainda havia dois conspiradores com comandos de tropa, ambos em Minas Gerais — Olímpio Mourão Filho, da 4ª Região Militar/Divisão de Infantaria, e Carlos Luís Guedes, da Infantaria Divisionária da 4ª DI. Sua tropa era a menos importante do I Exército, motivo pelo qual seu risco não foi levado a sério. O governador Magalhães Pinto era aliado dos dois, e também havia a atuação do IPES no estado.

### II Exército

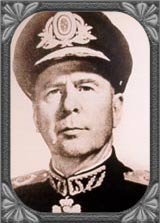
Amaury Kruel

O II Exército, sediado em São Paulo, esteve com o general Nélson de Melo até sua nomeação ao ministério de Guerra em 1962. Seu sucessor, Peri Constant Bevilacqua, era tido como um dos principais apoiadores do governo, mas nunca como “general do povo”, opondo-se aos sindicalistas. Descontente,  não cooperou com o pedido de estado de sítio. Mesmo considerado “de ideias moderadamente esquerdistas” pelo brasilianista Thomas Skidmore, aliou-se ao governador oposicionista Ademar de Barros contra o CGT, que se aproximava do presidente, e foi por isso destituído em novembro de 1963. Kruel foi nomeado ao seu lugar, em parte pela sugestão de seu amigo Assis Brasil. Entretanto, a esse ponto ele já mantinha contato com conspiradores. Ao chegar o momento do golpe, houve grande suspense entre os dois lados sobre o posicionamento de Kruel. Ele acabou aderindo, mas não sem antes oferecer seu apoio ao presidente em troca do rompimento com a esquerda.
Tanto o empresariado quanto os sindicalistas eram ativos e bem organizados, com uma articulação entre a elite contra Goulart. Esse meio civil, aliado a conspiradores militares, priorizava a mobilização (inclusive paramilitar) e preparação psicológica das massas, era organizado pelo general Dalísio Menna Barreto e estava sob a direção do IPES. Ademar de Barros fazia parte, convencido que somente a alteração das regras do jogo eleitoral permitiria sua vitória na eleição presidencial de 1965. Com a possibilidade de confronto com o governo federal, a Polícia Militar de São Paulo cresceu de 21.085 homens em 1962 a 31.000 em 1963, mas Ademar recusava-se a iniciar uma revolta em seu estado, citando o precedente do isolamento paulista na Revolução Constitucionalista de 1932. Sua posição política podia mudar da noite para o dia e ele não queria correr o risco de ser derrotado se o II Exército permanecesse legalista.
A maior parte da média oficialidade estava disposta a aderir. Porém, entre ela e Kruel estavam três generais governistas: Armando Bandeira de Morais, da 2ª Região Militar, Aloísio de Miranda Mendes, da 2ª Divisão de Infantaria, e Euryale de Jesus Zerbini, da Infantaria Divisionária da 2ª DI. Somente Zerbini resistiu à pressão para aderir. Morais teve como antecessor na 2ª RM Olímpio Mourão Filho, que ali serviu em 1963 e foi por um tempo chefe e agitador da conspiração militar já existente, mas enquanto ainda comandava foi perdendo espaço ao general Agostino Cortes, representante do IPES. 

### III Exército
O III Exército, em Porto Alegre, ficou em 1961 com Nestor Penha Brasil, apoiador da posse de Goulart. Em 1962, após a queda do gabinete de Auro de Moura Andrade e antes da nomeação do gabinete seguinte, ele foi substituído por Jair Dantas Ribeiro, que foi importante aliado na antecipação do plebiscito do parlamentarismo. Após a ascensão de Jair ao Ministério da Guerra, o cargo passou ao general Benjamim Rodrigues Galhardo. O Conselho de Segurança Nacional discordou dessa decisão; para o capitão-de-mar-e-guerra Ivo Corseuil, chefe do SFICI em 1964, foi uma escolha desastrosa, e o correto teria sido nomear o general Ladário Pereira Teles. Galhardo era considerado leal, mas a conspiração estava presente dentro de seu próprio quartel-general, embora ele não participasse. Em março de 1964 o governo já havia decidido por sua substituição. Ela ocorreu em 1º de abril, já durante o golpe, com a posse do general Ladário.
Havia forte sentimento antijanguista entre os oficiais, especialmente no interior, e a conspiração podia contar com a Polícia Civil, a Brigada Militar (na qual o coronel Barcellos atuou na subversão) e o governo de Ildo Meneghetti. O general da reserva Armand Cattani organizava unidades paramilitares de proprietários rurais. O IPES atuava, mas não atribuía ao estado tanta importância quanto ao Sudeste.
O general oposicionista Adalberto Pereira dos Santos passou despercebido até assumir a 6ª DI, em Porto Alegre. Em março de 1964 o dispositivo já havia decidido por sua substituição, mas ela só foi efetuada durante o golpe. Na 3ª DI, em Santa Maria, ainda em 1961 o ministro Segadas Viana assegurou a nomeação de Olímpio Mourão Filho, até então tido como apoiador de Jango. No ano seguinte ele mudou de ideia e passou a conspirar bastante entre os militares até sua transferência em 1963. Em Santa Maria um foco de insatisfação entre os oficiais médios continuou a existir. Na 2ª Divisão de Cavalaria (DC), em Uruguaiana, havia tanto conspiradores quanto oficiais de confiança em posições de comando.
A maior força do dispositivo militar estava no Rio Grande do Sul, e os oficiais governistas eram numerosos. Mesmo no interior, em 1964 os comandos estavam com oficiais de confiança, incluindo, afora o general Adalberto, os comandantes de divisão — João de Deus Nunes Saraiva, da 1ª DC, de Santiago, Joaquim de Mello Camarinha, da 2ª DC, Hugo Garrastazu, da 3ª DC, de Bagé, e Poppe de Figueiredo, da 3ª DI. A lealdade ao governo não era imutável: durante o golpe, a pressão de subordinados e outros generais levou todos, à exceção de Saraiva, à adesão. Após a saída de Goulart de Porto Alegre, em 2 de abril, Ladário aceitou entregar o comando e acatou as ordens de Costa e Silva, o novo ministro da Guerra.
Na 5ª Região Militar/Divisão de Infantaria, responsável pelo Paraná e Santa Catarina, o general Ernesto Geisel foi o principal organizador militar da conspiração. O governador paranaense Ney Braga era “discretamente a favor do plano”, Paulo da Rocha Chueri era elo com a Polícia Militar do Paraná e o meio civil era organizado por José Manoel Linhares de Lacerda, líder de proprietários de terras, e os líderes do IPES da Associação Comercial do Paraná. Geisel exerceu o comando regional interinamente até contrariar seu superior, Jair Dantas Ribeiro, durante a campanha pela antecipação do plebiscito em 1962. Seu sucessor (José Theophilo de Arruda) estava alinhado ao comando do III Exército. Sucederam-se Arruda e Joaquim Justino Alves Bastos até a nomeação de Silvino Castor da Nóbrega em setembro de 1963. No mesmo mês a Infantaria Divisionária da 5ª RM/DI foi assumida pelo general Crisanto de Miranda Figueiredo. Silvino e Crisanto eram governistas, mas estavam de férias no momento do golpe e os subordinados decidiram aderir, impedindo-os de retornar a Curitiba.

### IV Exército
No IV Exército, sediado no Recife, o general Costa e Silva foi mantido apesar de sua oposição à posse de Goulart. Em 1962, Nelson de Melo o substituiu por Castelo Branco. Havia um motivo hierárquico — era o terceiro general-de-exército no Almanaque Militar — e, segundo o general Guedes, o nome foi pedido pelo governador de Minas Gerais. Castelo tinha fama de legalista e o IV Exército era de pouca relevância militar, de forma que “se não apoiasse o governo, mas também não conspirasse, a tranquilidade do governo estaria garantida”. No comando, Castelo estreitou o contato com vários dos numerosos oficiais médios descontentes enviados para o Nordeste. Em setembro de 1963 ele deu lugar a Justino Alves Bastos.
Thomas Skidmore considera Justino como o único dos quatro comandantes de Exército não confiáveis ao governo em 1964. Através do deputado federal José Costa Cavalcanti, tinha conexões com Castelo Branco e Costa e Silva. Ligava-se também a Denys e Cordeiro de Farias. As escutas de seu inimigo Miguel Arraes, governador de Pernambuco, ouviam as comunicações telefônicas com o Rio de Janeiro em linguagem ambígua — doenças, compra de terreno — e só tardiamente ele percebeu o que se passava. Para os conspiradores, Justino não tinha adesão garantida, pois era oscilante. Ele participou do golpe, mas só quando o governo já estava isolado.
O governo sabia que Justino não era confiável, mas ainda podia contar com oficiais fiéis como os generais Matta, do I Grupamento de Engenharia, Franco Ferreira, da 7ª Região Militar, e Almério de Castro Neves, da 10ª Região Militar. Durante o golpe, Ferreira percebeu-se isolado e aderiu. Neves estava de férias no Rio e não teve influência. Miguel Arraes acreditava que o vice-almirante Augusto Roque Dias Fernandes, do 3º Distrito Naval, seria legalista, mas foi surpreendido pelo contrário. Os oficiais conspiradores eram numerosos, incluíam comandantes de tropa e agiam abertamente, sem interferência de Justino.

### Citações
1. ↑  Braga 2010, p. 13-14.
2. ↑  Fialho 1964, p. 59.
3. ↑  Koonings 2010, p. 19.
4. ↑  Belkin 2005, p. 17.
5. ↑  Rolim 2009, p. 78.
6. ↑  Carloni 2010, p. 134, 214.
7. ↑  «Correio da Manhã» (PDF). 24 de fevereiro de 1966. p. 6.}}
8. ↑  Codato 1998, p. 4.
9. 1 2 3  Stepan 1975, p. 122.
10. 1 2  Faria 2013, p. 282.
11. 1 2  Stepan 1975, p. 141.
12. ↑  Dreifuss & Dulci 2008, p. 140.
13. 1 2 3  Tibola 2007, p. 91-92.
14. ↑  Faria 2013, p. 208.
15. ↑  Faria 2013, p. 282-286.
16. ↑  Belkin 2005, p. 26.
17. ↑  Skidmore 1982, p. 287.
18. ↑  CPDOC FGV 2001, BRASIL, Assis (mil.).
19. 1 2  Atassio 2007, p. 95-96.
20. 1 2 3  Gaspari 2014, "O Exército dormiu janguista".
21. 1 2  Fico 2008, p. 73-74.
22. ↑  Faria 2013, p. 198.
23. ↑  Faria 2013, p. 261-262.
24. ↑  Faria 2013, p. 279-280.
25. ↑  Faria 2013, p. 275-276, 334-335 e 341.
26. ↑  Motta 2003, Tomo 2, p. 171, Tomo 6, p. 219 e Tomo 13, p. 182.
27. ↑  Faria 2013, p. 278.
28. ↑  Faria 2013, p. 330-331.
29. ↑  Faria 2013, p. 157-158.
30. ↑  Parucker 2006, p. 38-44.
31. ↑  Skidmore 1982, p. 265.
32. ↑  Faria 2013, p. 187-189.
33. ↑  Faria 2013, p. 208-210 e 213.
34. 1 2  Faria 2013, p. 216-222.
35. ↑  Ferreira 2011, p. 308.
36. ↑  Skidmore 1982, p. 272.
37. ↑  Faria 2013, p. 188-189, 200-201, 222-223 e 244.
38. ↑  Parucker 2006, p. 52.
39. ↑  Faria 2013, p. 236-242.
40. ↑  Faria 2013, p. 243-245.
41. 1 2  Skidmore 1982, p. 306.
42. ↑  Skidmore 1982, p. 362.
43. 1 2  Faria 2013, p. 261.
44. ↑  Faria 2013, p. 463.
45. 1 2  Faria 2013, p. 246.
46. ↑  Faria 2013, p. 243.
47. ↑  Faria 2013, p. 246-248.
48. ↑  Rodrigues 2017, p. 90.
49. ↑  Ferreira 2011, p. 451-453.
50. ↑  Pinto 2015, p. 16-17.
51. ↑  Carvalho 2006, p. 121-122.
52. ↑  Fico 2008, p. 75-76.
53. 1 2  Chirio 2012, p. 43-47.
54. 1 2  Faria 2013, p. 274-275, 292 e 311.
55. ↑  Faria 2013, p. 329.
56. ↑  Silva 2014a, p. 282-283.
57. ↑  Motta 2003, p. 228, Tomo 1.
58. ↑  Chirio 2012, p. 45.
59. ↑  Faria 2013, p. 324-331.
60. ↑  Fico 2008, p. 75-65.
61. 1 2  Chirio 2012, p. 44.
62. ↑  Faria 2013, p. 328 e 331-332.
63. ↑  Ruiz 2018, p. 52-53.
64. ↑  Pinto 2015, p. 115.
65. ↑  Ferreira 2011, p. 396-397.
66. 1 2  Skidmore 1982, p. 322.
67. ↑  Faria 2013, p. 346.
68. 1 2  Atassio 2007, p. 96-98.
69. ↑  Tibola 2007, p. 35.
70. ↑  Rolim 2009, p. 211.
71. ↑  Silva 2014a, p. 364-365.
72. ↑  Fico 2008, p. 73.
73. ↑  Faria 2013, p. 358.
74. ↑  Fico 2008, p. 74.
75. ↑  Belkin 2005, p. 27.
76. ↑  Ferreira 2011, p. 358.
77. 1 2  Faria 2013, p. 350-354.
78. 1 2  Carvalho 2006, p. 123.
79. ↑  Faria 2013, p. 463-464.
80. ↑  Faria 2013, p. 148, 279-282, 308-309 e 355.
81. ↑  Faria 2013, p. 251-252.
82. ↑  Faria 2013, p. 275-276.
83. ↑  McCann 2009, p. 554-555.
84. ↑  Demier 2005.
85. ↑  Parucker 2006, p. 149-150 e 180-181.
86. ↑  Ferreira & Delgado 2019, cap. 13.
87. ↑  Atassio 2007, p. 82-88.
88. ↑  Tibola 2007, p. 75-76 e 92-93.
89. ↑  Pinto 2015, p. 38.
90. ↑  Chirio 2012, p. 19-26.
91. ↑  Faria 2013, p. 359-360.
92. ↑  Chagas 1985, p. 20.
93. ↑  Faria 2013, p. 324-325 e 329.
94. ↑  Faria 2013, p. 346-347 e 350.
95. ↑  Carvalho 2006, p. 124-126.
96. ↑  Silva 2014b, p. 229.
97. ↑  Faria 2013, p. 265, 292, 324-325 e 329.
98. ↑  Gomes 1964, p. 119.
99. 1 2  Silva 2014a, p. 316.
100. ↑  Gaspari 2014, "O Exército acordou revolucionário".
101. ↑  Faria 2013, p. 246-247.
102. ↑  Silva 2014b, p. 203.
103. ↑  Faria 2013, p. 216.
104. ↑  Faria 2013, p. 431.
105. ↑  Faria 2013, p. 345.
106. ↑  Vasconcelos 2010, p. 211-212.
107. ↑  Faria 2013, p. 354-355.
108. ↑  Silva 2014a, p. 275-276 e 316.
109. ↑  Faria 2013, p. 343.
110. ↑  Faria 2013, p. 268-270.
111. 1 2 3  Dreifuss 1981, p. 389.
112. ↑  Silva 2014b, p. 222.
113. ↑  Faria 2013, p. 329 e 343.
114. ↑  Pinto 2015, p. 106.
115. ↑  Faria 2013, p. 214.
116. ↑  Faria 2013, p. 256-258.
117. ↑  Ruiz 2018, p. 50.
118. ↑  Ruiz 2018, p. 54.
119. 1 2  Faria 2013, p. 337-338.
120. ↑  Pinto 2015, p. 93-94.
121. ↑  Silva 2014a, p. 314.
122. ↑  Ruiz 2018, p. 15.
123. ↑  Silva 2014b, p. 221-222.
124. ↑  Pinto 2015, p. 93-94 e 105.
125. ↑  Faria 2013, p. 199.
126. ↑  Faria 2013, p. 207.
127. ↑  Carvalho 2006, p. 163.
128. 1 2 3  Skidmore 1982, p. 357.
129. ↑  Axt 2020, p. 315.
130. ↑  Faria 2013, p. 314.
131. ↑  Silva 2014a, p. 394.
132. ↑  Dreifuss 1981, p. 374.
133. ↑  Faria 2013, p. 287 e 314.
134. ↑  Axt 2020, p. 316-317.
135. 1 2  Faria 2013, p. 200.
136. ↑  Pinto 2015, p. 72-93.
137. ↑  Faria 2013, p. 292.
138. ↑  Faria 2013, p. 265, 283, 291-292, 336-337, 403, 423 e 443-444.
139. ↑  Axt 2020, p. 317.
140. ↑  Silva 2014a, p. 400.
141. ↑  Atassio 2007, p. 58-59.
142. ↑  Dutra 2004, p. 196.
143. ↑  5ª RM — Antigos Comandantes. Consultado em 7 de abril de 2022.
144. ↑  Dutra 2004, p. 197-199.
145. ↑  Faria 2013, p. 214-216.
146. 1 2  CPDOC FGV 2001, BASTOS, Justino ALves.
147. ↑  Silva 2014a, p. 266-270.
148. ↑  Faria 2013, p. 332 e 437.
149. 1 2 3  Faria 2013, p. 333-334.
150. 1 2  D'Aguiar 1976, p. 176.
151. ↑  Silva 2014a, p. 369.